# Profession : reporter (série télévisée)
Pour le film, voir Profession : reporter.
Production
Diffusion
Profession : reporter, ou La Nouvelle au Québec (The Newsreader) est une série télévisée australienne créée par Michael Lucas et diffusée depuis le 15 août 2021 sur le réseau ABC. La série explore le quotidien d’une chaîne de télévision et de la création de son prestigieux journal de 18 h dans les années 1980.
En France, la série est diffusée depuis janvier 2023 sur Arte,, et au Québec depuis le 5 avril 2023 à Séries Plus.

## Synopsis
En 1986 à Melbourne, dans un monde de l'information en plein changements, plusieurs personnes travaillent sur News at Six, le journal télévisé phare d'une chaine de télévision australienne, diffusé à 18 heures. Helen Norville est la toute première femme à présenter ce programme, dans une époque empreinte de misogynie. Ayant une santé mentale fragile, elle peine à imposer ses idées au sein de la rédaction, dirigée par Lindsay Cunningham. Ce dernier fait alors entrer dans le processus le reporter débutant Dale Jennings pour moderniser le programme. De son côté, Geoff Walters, le coprésentateur de longue date de News at Six, critique la position d'Helen. Geoff estime que c'est l'évolution naturelle pour l'information de lorgner vers le divertissement et le glamour, notamment pour fidéliser les téléspectateurs. En tant qu'ancien, Geoff se sent par ailleurs mis de côté et  néglige sa santé, malgré la pression exercée par sa femme Evelyn sur sa carrière.

## Distribution
Note : À partir de la saison 2, le doublage français devient franco-belge. Le sigle VFB représente les comédiens belges.

### Acteurs principaux
- Anna Torv (VF : Myrtille Bakouche) : Helen Norville
- Robert Taylor (VF : Philippe Vincent) : Geoff Walters
- Sam Reid (VF : Alexis Victor) : Dale Jennings
- William McInnes (VF : Paul Borne) : Lindsay Cunningham
- Marg Downey (en) (VF : Patricia Piazza) : Evelyn Walters
- Stephen Peacocke (VF : Damien Witecka) : Rob Rickards
- Chai Hansen (VF : Jonathan Amram) : Tim Ahern
- Michelle Lim Davidson (en) (VF : Elsa Bougerie) : Noelene Kim
- Chum Ehelepola (en) (VF : Laurent Morteau) : Dennis Tibb
- Rory Fleck Byrne (en) (VFB : Fabian Finkels) : Gerry Carroll (saison 2)
- Daniel Gillies (VFB : Jean-François Rossion) : Charlie Tate (saison 2)
- Philippa Northeast (en) (VFB : Fanny Dreiss) : Katy Walters (saisons 2 et 3)
- Daniel Henshall : Bill McFarlane (saison 3)

### Acteurs récurrents
- Maude Davey (VF : Natacha Muller) : Val Jennings
- Caroline Lee (VF : Marie-Madeleine Burguet-Le Doze) : Jean Pascoe
- Bert La Bonté (en) : Gordon (saison 1)
- Maria Angelico (en) (VF : Anne-Sophie Nallino) : Cheryl Ricci
- John Leary (VF : Jérôme Wiggins) : Murray Gallagher
- Jackson Tozer (VF : Guillaume Bourboulon) : Ross McGrath (saisons 1 et 2)
- Rhys Mitchell : Brian Mathers
- Dom Phelan : Brett (saison 1)
- Queenie van de Zandt (en) (VF : Bénédicte Charton) : Donna Gillies
- Meewon Yang : Soon-Hee Kim (saisons 1 à 3)
- Joe Cho : Byung-Ho Kim (saisons 1 à 3)
- Edwina Wren (VF : Caroline Ami Burgues) : Cathy O'Hare (saisons 1 et 3)
- Jane Harber (en) (VFB : Sophie Landresse) : Carla Carroll (saison 2)
- Claire Boucher : Eliza (saison 2)
- Cazz Bainbridge : Marta (saison 2)
- Damian Callinan (en) : Frank (saisons 2 et 3)
- Dan Spielman (en) (VFB : Maxym Anciaux) : Vincent Callahan (saisons 2 et 3)
- Nick Simpson-Deeks (en) : Paul Stricker (saisons 2 et 3)
- Hunter Page-Lochard (en) (VFB : Maxime Donnay) : Lynus Preston (saisons 2 et 3)
- Paula Nazarski : la tante « Tiny » (saisons 2 et 3)
- Andrew McFarlane (en) : Richard Bertrand (saison 3)
- Robin McLeavy : Marcia Evans (saison 3)
- Maria Theodorakis (en) : Leonie Briggs (saison 3)
- Grant Piro (en) : Wayne (saison 3)
- Tom Wilson : Nick (saison 3)
- Yuchen Wang : Lee Zheng (saison 3)
- Somi Han et Ruby Roh : Hana Rickards (saison 3)

### Invités
- Robert Grubb (en) : Dr McCormack (saison 1)
- Tim Draxl (en) (VF : Thibaut Lacour) : Adam (saison 1)
- Em Rusciano (en) : Rhonda (saison 2)
- Tony Briggs (en) : l'oncle « Owie » (saison 2)
- Paula Arundell (en) (VFB : Stéphane Excoffier) : Nadia (saison 2)
- Richard Davies (en) : Glen Rickards (saison 2)
- Clarence Ryan (en) : Deano Prince (saison 3)
- Peta Brady (en) : Daniela Aranz (saison 3)

 Source et légende : version française (VF) sur RS Doublage et les crédits de fin.

## Production
La série est créée par Michael Lucas et Joanna Werner. La réalisation est confiée à Emma Freeman. Tournée à Melbourne, la première saison est écrite par Michael Lucas, Jonathan Gavin, Niki Aken et Kim Ho. Joanna Werner, Stuart Menzies, Brett Sleigh et Sally Riley produisent la série pour le réseau Australian Broadcasting Corporation. Le projet est par ailleurs soutenu par des organismes du gouvernement comme Screen Australia et Film Victoria (en),.
Le 30 mars 2022, ABC confirme une deuxième saison qui se déroulera en 1987. Son tournage débute en juillet 2022. Les prises de vues de cette seconde saison durent 56 jours. Elles s'achèvent en septembre 2022.

## Épisodes

### Première saison (2021)
1. Three, Two, One…
2. Once in a Lifetime
3. The White Marquis Matinee Jacket
4. A Step Closer to the Madness
5. No More Lies
6. Meltdown

### Deuxième saison (2023)
Elle a été diffusée du 10 septembre au 15 octobre 2023.
1. Decision 87
2. People Like You and Me
3. Greed and Fear
4. The Hungry Truth
5. A Model Daughter
6. Fireworks

## Distinctions principales
(en) Récompenses pour Profession : reporter sur l’Internet Movie Database

### Récompenses
- AACTA Awards 2021 : meilleure série télévisée dramatique, meilleure actrice dans une série dramatique pour Anna Torv
- Australian Directors Guild Awards 2022 : meilleure réalisation d'un épisode pour Emma Freeman et l'épisode Three, Two, One…
- Australian Writers' Guild Awards 2022 : meilleur scénario d'un épisode de série TV pour Kim Ho et Michael Lucas et l'épisode No More Lies
- Logie Awards 2022 : meilleure série télévisée dramatique, meilleure actrice pour Anna Torv

### Nominations
- AACTA Awards 2021 : meilleur acteur dans une série télévisée dramatique pour Sam Reid
- Australian Writers' Guild Awards 2022 : meilleur scénario d'un épisode de série TV pour Niki Aken et l'épisode A Step Closer to the Madness
- Logie Awards 2022 : meilleur programme dramatique populaire, meilleur acteur pour Sam Reid, meilleur acteur dans un second rôle pour William McInnes